# Per Eklund
För andra betydelser, se Per Eklund (olika betydelser).
Per Torsten Eklund, född 21 juni 1946 i Koppom i Värmland, är en svensk rally- och rallycrossförare. Han blev FIA:s europamästare i rallycross 1999, i en modifierad Saab 9-3 T16 4x4 med mer än 500 hästkrafter. Samma bil stod även som mall till den specialbil Saab 9-3 Viggen ("Amerikabilen") som Per och hans mekaniker byggde och vann backtävlingen Pikes Peak Open category vid Pikes Peak med. Per Eklund har kört 100 VM-rallyn som fabriksförare eller privatist. Tillsammans med Ronnie Peterson, "Carlsson på taket", Björn Waldegård och Stig Blomqvist räknas Per Eklund som Sveriges främsta tävlingsförare genom tiderna. Han tävlade med grupp B-bilarna innan den avreglerade klassen stoppades 1986.

## Karriär

### 1960- och 1970-talet, Volvo PV och Saabs fabriksteam
Per Eklund är en multiförare som med framgång tävlat i rally, backe, racing och rallycross. Han började som kartläsare vid 13 års ålder och debuterade som rallyförare i sin fars Volvo PV 1964, bara två veckor efter sin 18-årsdag. Karriären tog rejält fart 1966 (VW 1500) och tre år senare togs han tillsammans med Stig Blomqvist under Erik ”Karlsson på takets" beskydd hos Saab. Under mer än ett decennium kom duon, som träffades på trafiklärarutbildningen i Örebro, att vara basen i den svenska biltillverkarens fabriksteam i rally.
Under 1950-talet byggde Saab successivt upp en tävlingsavdelning på ett initiativ av motoringenjören Rolf Mellde. Framför allt förknippas två förare, utöver Mellde själv, med Saabs tidiga tävlingsverksamhet inom såväl rally som banracing – Erik ”Karlsson på taket” och Carl-Magnus Skoog samt även i ett tidigt skede Greta Molander.
Under 1960-talet utvecklades Saab:s tävlingsavdelning under Bo Hellbergs ledning. När Saab började att söka efter unga, talangfulla och utvecklingsbara tävlingsförare, blev Per Eklund en av dem som valdes ut efter hårda tester under ”Karlsson på takets” ledning. 1981 påbörjades en avveckling av Saab:s tävlingsavdelning.
Efter en intensiv kamp med Stig Blomqvist vann Per Eklund det svenska VM-rallyt 1976 i en Saab V4. Sju år senare gjorde för övrigt Eklund den sista VM-starten med en Saab 99 Turbo i det svenska VM-rallyt – två år innan dess hade fabriksteamet lagts ner. 

### Tävlingar med Saab
Jämte Erik Carlsson på taket och Stig Blomqvist är Per Eklund den mest kände och framgångsrike Saab-föraren. I nästan 30 års tid har han till och från tävlat med det svenska bilmärket. Här är några milstolpar ur Eklunds Saab-liv:
- 1967: köpte sin första Saab 96 för att tävla med privat.
- 1969: tillsammans med bland annat Stig Blomqvist och Simo Lampinen togs Eklund under Erik ”Carlsson på takets” beskydd hos Saab.
- 1970, fabriksförare hos Saab. Eklund och Blomqvist utmanade ”flying finns” i rally-VM under ett nästan ett decennium med först röda, sedan orange och slutligen gröna V4:or.
- 1971: vann Sveriges första rallycrosstävling i Hedemora med en Saab V4.
- 1976: vann det svenska VM-rallyt i en Saab V4 med 160 hästkrafter under huven.
- 1978: lyckades med att ”äntligen” bli svensk mästare. Körde en Saab 99 EMS med 200 hästar under huven.
- 1979: slutade som fabriksförare på 100 procent hos Saab.
- 1982: Saab:s fabriksteam var under avveckling men Per startade privat i Svenska Rallyt med en Saab 99 Turbo. Han blev fyra med bara 220 hästkrafter under huven och framhjulsdrift.
- 1983: ett nytt försök i Svenska Rallyt med Saab 99 Turbo, men tvingades bryta.
- 1997: med stöd från Saab och framför allt ”Carlsson på taket”, byggde Per en fyrhjulsdriven Saab 900 för rallycross, division 1.
- 1997: svensk mästare i rallycross med Saab 900.
- 1997: startade i brittiska RAC-rallyt (VM) med en Saab 900 Turbo.
- 1999: blev FIA-Europamästare i rallycross, division 1, med en Clarion-sponsrad Saab 9-3. Fyrhjulsdrift och 600 hästar under huven.
- 2000: tog första segern i världens tuffaste backtävling Pikes Peak. Körde en egenutvecklad och specialbyggd Saab 9-3 Viggen med en motor på 850 hästkrafter.
- 2002: andra segern i Pikes Peak.
- 2010: trappade ner, tog in finske talangen Toomas ”Topi” Heikkinen som förare i rallycross-EM.
- 2011: svensk mästare i rallycross, segrade i mästerskapet för supercars med en Saab 9-3. Var nominerad till 75-årsjubilerande Svenska Bilsportförbundets utmärkelse "Sveriges främsta bilsportutövare genom tiderna". Utmärkelsen gick till framlidne Ronnie Petersson. Fick förlaget Årets Bilsport stipendium i anslutning till EM-deltävlingen i rallycross i Höljes.
- 2012: skotten Andy Scott körde nordamerikanska mästerskapsserien i rallycross, Global Rallycross, för Eklund Motorsport. Svenske driftingkungen Samuel Hübinette körde X-Games för Eklund Motorsport.
- 2013: finske junioren Toni Lukander och norrmannen Henning Solberg tävlade för Eklund Motorsport i delar av rallycross-EM.

### 1980-talet, Triumph, Toyota, Lancia
Per Eklunds rallykarriär kännetecknas av att han har kört professionellt för många märken till exempel Triumph, Toyota och MG/Leyland. För Triumph har kan dels tävlat i det brittiska mästerskapet, dels RAC i VM. För Toyota, under Ove ”Påven” Anderssons ledning, har han tävlat i VM (grupp B) under ett antal säsonger. För MG tog han en aktiv roll i utvecklingen av den grupp B-bil som byggdes av småbilen MG Metro. På motsvarande vis har han arbetat åt Nissans fabriksteam med bland annat utvecklingen av Nissan Micra Turbo i rallyutförande samt mycket nära Volkswagen Motorsport vid utvecklingen av VW Golf som rallybil.
Som kuriosa kan även nämnas att Per Eklund var den första kontrakterade föraren i Subarus fabriksteam, ProDrive. Han var också delägare i teamet.
Utöver engagemangen hos fabriksteamen, har Per Eklund tävlat med stöd av sponsorn Clarion. Under 1980-talet främst i Audi. Men 1989 tillkom även tobaksbolaget Camel i sponsorkonstellationen vilket gav honom möjligheten att tävla med fabriksbilar från det italienska Lancia-teamet Astra. 1989 blev han tvåa i det svenska VM-rallyt i en Lancia Delta Integrale för Clarion Team Europe rallying with Camel. Starka män bakom teamet var Clarion-chefen Ralph Grill och PR-mannen Göran Björklund. I mer än 25 år var Clarion sponsor till Per Eklund.
Under åren som rallyförare har han haft många kartläsare – brodern Lars, Birger Pettersson, Bruno Berglund, Bo Reinicke, Hans "Hasse" Sylván, Sölve Andreasson, Ragnar Spjuth, Claes Billstam, Jan-Olof Bohlin, Dave Witthock, Björn "Kapten" Cederberg, Rolf "Dumle" Carlsson, Anders Olsson, Johnny Johansson, sambon Kerstin Olovsson för att nämna några.
Per Eklund har kört 100 rallyn ingående i förar-VM eller märkes-VM med ett stort antal bilmärken. Utöver segern i Svenska Rallyt 1976, värdesätter han personligen andraplatsen som privatist (Audi) i brittiska RAC 1987 - dock uteslöts Per ur rallyt och fråntogs placeringen på tvivelaktiga grunder. 1989 körde han in som tvåa i Svenska Rallyt i en Clarion-Camel-sponsrad Lancia.

## Rallycross och Pikes Peak
1971 vann Per Eklund den första rallycrosstävlingen som hölls i Sverige, i Hedemora. Under 1970-talet tävlade Per och Stig Blomqvist framgångsrikt med sina Saab V4:or på Sveriges och Europas rallycrossbanor. Under 1980-talet blev det mycket Porsche som gällde i rallycross. Sedan 1994 är det enbart rallycross som gäller för Per Eklund. Inledningsvis tävlade han med en Subaru, men sedan 1997 kör han Saab i nära samarbete med fabriken i Trollhättan. 1999 vann han FIA Europamästerskapet i rallycross.
Som nämnt är Per Eklund en mångsidig tävlingsförare. I racing har han kört för Porsche i internationella sportvagnsmästerskap under 1970-talet samt gästspelat i svenska Camaro Cup (Puss&Kram). Men det är framför allt i backe som han har skördat de andra stora framgångarna. 2000 vann han sin kategori i den klassiska nordamerikanska backtävlingen i Pikes Peak, året därpå var han tvåa, för att åter vinna 2002 i sin extrembyggda och egenutvecklade Saab 9-3 Viggen.
Jämte Monacos Grand Prix, Monte Carlo-rallyt, Le Mans 24-timmars och Indy 500 anses Pikes Peak som det finaste en tävlingsförare kan vinna.
Per Eklunds biltävlande finns bland annat återberättat i Anders Tunbergs biografi "En får ente ge sej", boken Årets Bilsport 89-90 samt dokumentärfilmerna "Yrke rallyförare" producerad 1991 och "Amerikabilen" om Pikes Peak producerad 2000. Båda har bland annat visats i SvT. Även BBC har gjort en dokumentär om multiföraren Per Eklund, dessutom finns han med i den BBC-dokumentär som kom 2012 om Grupp B-bilar.
Per Eklund har blivit svensk och brittisk mästare i rally. Han har även handfull SM-tecken i rallycross respektive backe. Det senaste SM-tecknet tog han 2011 i rallycross, SuperCars. 1989 tog han SM-guld i rally (Lancia), rallycross div 2 (MG Metro), backe grupp A (Lancia) och backe rallycross (MG Metro).